# Saint-Romain-Lachalm
Saint-Romain-Lachalm település Franciaországban, Haute-Loire megyében. Lakosainak száma 1132 fő (2022. január 1.). Saint-Romain-Lachalm Marlhes, Dunières, Riotord, Saint-Pal-de-Mons és Saint-Victor-Malescours községekkel határos.

## Népesség
A település népessége az elmúlt években az alábbi módon változott:
| Lakosok száma | 758  | 640  | 693  | 974  | 1072 | 1071 | 1093 | 1106 | 1111 | 1132 |
|               | 1968 | 1982 | 1990 | 2006 | 2013 | 2015 | 2017 | 2019 | 2020 | 2022 |